# Reform der Vereinten Nationen
Die Reform der Vereinten Nationen ist eine in der Weltgemeinschaft diskutierte und von der Mehrheit der Staaten für notwendig befundene Umstrukturierung der UNO. Wie diese Reform allerdings auszusehen hat, ist Gegenstand heftiger Kontroversen. Grundsätzlich wird und wurde immer wieder gefordert, die Organisation der Vereinten Nationen einerseits an die neue Sicherheitslage – besonders nach den Terroranschlägen des 11. Septembers – anzupassen. Andererseits wurde auch eine effektivere Sicherung der Menschenrechte und Bekämpfung der Armut in der sogenannten Dritten Welt gefordert.
Der damalige UN-Generalsekretär Kofi Annan setzte im September 2003 ein 16-köpfiges Gremium zur Erarbeitung von Vorschlägen zur UN-Reform ein, das sogenannte „High-Level-Panel on Threats, Challenges and Change“. Am 2. Dezember 2004 wurde der Bericht, der insgesamt 101 Empfehlungen enthält, veröffentlicht.

## Annans Reformvorschlag
Kofi Annan stellte am 21. März 2005 sein überraschend weit gehendes 63-seitiges Reform-Dokument In größerer Freiheit: Auf dem Weg zu Entwicklung, Sicherheit und Menschenrechte für alle vor. Die wichtigsten Vorschläge:

### Erweiterung des Sicherheitsrates
Hauptartikel: Reform des UN-Sicherheitsrats
Annan forderte, die Mitgliederzahl des Sicherheitsrates von derzeit 15 (fünf ständige und zehn nichtständige Mitglieder) zu erweitern, so dass er „die internationale Gemeinschaft als Ganzes und die heutige geopolitische Wirklichkeit in stärkerem Maße repräsentiert“. Die anvisierte Zahl der Mitglieder des reformierten Sicherheitsrates soll bei 24 oder 25 Staaten liegen. Zur Verwirklichung schlug Annan zwei Modelle vor, welche die Vorschläge des High-Level-Panels aufgreifen. Dieser Punkt ist besonders umstritten und wurde von der allgemeinen Reformdiskussion abgekoppelt.

### Ein neuer Menschenrechtsrat
Die Genfer Menschenrechtskommission soll von einem neuen Menschenrechtsrat mit erweiterten Befugnissen als siebtem Hauptorgan abgelöst werden. Insbesondere soll dieser mit 2/3-Mehrheit die Entsendung von Beobachtern zur Überwachung der Menschenrechtssituation in einem Mitgliedstaat beschließen können. Am 15. März 2006 beschloss die UN-Generalversammlung mit 170 Zustimmungen, 4 Gegenstimmen und 3 Enthaltungen – gegen den Willen der USA – den UN-Menschenrechtsrat als Nachfolger der UN-Menschenrechtskommission zu gründen. Im Juni 2006 traf der neue Menschenrechtsrat zu seiner konstituierenden Sitzung erstmals zusammen. Deutschland wurde aus der Gruppe der westlichen Mitgliedsstaaten mit den meisten Stimmen in den Rat gewählt.

### Mehr Kompetenzen für den Generalsekretär
Der Generalsekretär der Vereinten Nationen soll bei Personal- und Haushaltsfragen mehr Entscheidungsbefugnisse erhalten. Zusammen mit einer Straffung der UN-Verwaltung soll dies die Managementstrukturen der Organisation effizienter gestalten.
Auf der UN-Vollversammlung am 28. April 2006 lehnten die Gruppe der Entwicklungs- und Schwellenländer diesen Plan mit 108 zu 50 Stimmen bei drei Enthaltungen ab. Sie befürchten einen Verlust ihres Einflusses, da die Macht in der Organisation zu stark zentralisiert würde. Die USA, die Europäische Union und Japan standen hinter dem Annan-Plan.

### Mehr Mittel für die Entwicklungshilfe
Annan forderte von den Mitgliedsstaaten, 0,7 % des Bruttosozialproduktes für die Entwicklungshilfe aufzubringen (was in der Beschlussfassung jedoch nicht ausdrücklich vorgeschrieben wurde), wozu sich die „reicheren“ Staaten eigentlich bereits 1970 bereit erklärt hatten. Dies sei auch ein Element in der Bekämpfung des Terrorismus.

## Weitere Vorschläge
In der Zivilgesellschaft werden weitere Vorschläge diskutiert, so zum Beispiel:
- Die Einrichtung einer Parlamentarischen Versammlung bei den Vereinten Nationen
- Die Einrichtung einer permanenten UN-Eingreiftruppe
- Die Einrichtung einer Weltumweltorganisation

## Zukunftspakt
Auf dem UN-Zukunftsgipfel im September 2024 beschloss die Generalversammlung der Vereinten Nationen einen unter Federführung von Deutschland und Namibia ausgehandelten Zukunftspakt zur Reform der Vereinten Nationen und multilateralen Zusammenarbeit.